# Мартін Дубравка
Мартін Дубравка (словац. Martin Dúbravka, нар. 15 січня 1989, Жиліна) — словацький футболіст, воротар клубу «Манчестер Юнайтед», у якому виступає на умовах оренди.
Виступав за клуби: «Жиліна», «Есб'єрг», «Слован», «Спарта» а також національну збірну Словаччини.

## Клубна кар'єра
Народився 15 січня 1989 року в місті Жиліна. Вихованець футбольної школи клубу «Жиліна». Дорослу футбольну кар'єру розпочав 2009 року в основній команді того ж клубу, в якій провів п'ять сезонів, взявши участь у 98 матчах чемпіонату. Відзначався досить високою надійністю, пропускаючи в іграх чемпіонату в середньому менше одного голу за матч.
Протягом 2014-2016 років захищав кольори команди клубу «Есб'єрг».
До складу клубу «Слован» приєднався 2016 року. Відтоді встиг відіграти за ліберецьку команду 20 матчів в національному чемпіонаті.

## Виступи за збірні
У 2007 році дебютував у складі юнацької збірної Словаччини, взяв участь у 6 іграх на юнацькому рівні.
Протягом 2008-2010 років залучався до складу молодіжної збірної Словаччини. На молодіжному рівні зіграв у 12 офіційних матчах, пропустив 1 гол.
У 2014 році дебютував в офіційних матчах у складі національної збірної Словаччини. Наразі провів у формі головної команди країни 3 матчі, пропустивши 6 голів.

## Статистика виступів

### Статистика клубних виступів
| Сезон             | Команда           | Чемпіонат         | Чемпіонат | Чемпіонат | Національний кубок | Національний кубок | Національний кубок | Континентальні кубки | Континентальні кубки | Континентальні кубки | Усього | Усього |
| Сезон             | Команда           | Ліга              | Ігор      | Голів     | Ліга               | Ігор               | Голів              | Ліга                 | Ігор                 | Голів                | Ігор   | Голів  |
| ----------------- | ----------------- | ----------------- | --------- | --------- | ------------------ | ------------------ | ------------------ | -------------------- | -------------------- | -------------------- | ------ | ------ |
| 2008–09           | «Жиліна»          | ЦЛ                | 1         | -2        | -                  | -                  | -                  | КУЄФА                | 0                    | -0                   | 1      | -2     |
| 2009–10           | «Жиліна»          | ЦЛ                | 26        | -12       | -                  | -                  | -                  | ЛЄ                   | 0                    | -0                   | 26     | -12    |
| 2010–11           | «Жиліна»          | ЦЛ                | 24        | –         | -                  | -                  | -                  | ЛЧ                   | 12                   | -22                  | 36     | -42    |
| 2011–12           | «Жиліна»          | ЦЛ                | 8         | -7        | -                  | -                  | -                  | ЛЄ                   | 2                    | -3                   | 10     | -10    |
| 2012–13           | «Жиліна»          | ЦЛ                | 26        | –         | -                  | -                  | -                  | ЛЧ                   | 2                    | -2                   | 28     | -21    |
| 2013-січ. 2014    | «Жиліна»          | ЦЛ                | 13        | -17       | -                  | -                  | -                  | ЛЄ                   | 6                    | -9                   | 19     | -26    |
| Усього «Жиліна»   | Усього «Жиліна»   | Усього «Жиліна»   | 98        | -77       |                    |                    |                    |                      | 22                   | -36                  | 120    | -113   |
| січ.-черв. 2014   | «Есб'єрг»         | ЧД                | 15        | -10       | -                  | -                  | -                  | ЛЄ                   | 2                    | -4                   | 17     | -14    |
| Усього за кар'єру | Усього за кар'єру | Усього за кар'єру | 113       | -87       |                    |                    |                    |                      | 24                   | -40                  | 137    | -127   |

## Титули і досягнення
- Володар Кубка Футбольної ліги (2):

«Манчестер Юнайтед»: 2023
«Ньюкасл Юнайтед»: 2025